# Gonomyia (Gonomyia) pauaiensis
Gonomyia (Gonomyia) pauaiensis is een tweevleugelige uit de familie steltmuggen (Limoniidae). De soort komt voor in het Oriëntaals gebied.